# Aure (Møre og Romsdal)
Aure – norweskie miasto i gmina leżąca w regionie Møre og Romsdal.
Aure jest 208. norweską gminą pod względem powierzchni.

## Demografia
Według danych z roku 2005 gminę zamieszkuje 2620 osób. Gęstość zaludnienia wynosi 5,21 os./km². Pod względem zaludnienia Aure zajmuje 295. miejsce wśród norweskich gmin.
| ludność stan na 1 stycznia 2005 |         |           |       |
|                                 | kobiety | mężczyźni | razem |
| osób                            | 1333    | 1287      | 2620  |
| %                               | 50,88%  | 49,12%    | 100%  |

| wykształcenie stan na 1 października 2004 |            |         |        |          |
|                                           | podstawowe | średnie | wyższe | nieznane |
| osób                                      | 515        | 1297    | 289    | 27       |
| %                                         | 24,2%      | 60,95%  | 13,58% | 1,27%    |

## Edukacja
Według danych z 1 października 2004:
- liczba szkół podstawowych (norw. grunnskolar): 5
- liczba uczniów szkół podstawowych: 332

## Władze gminy
Według danych na rok 2011 administratorem gminy (norw. rådmann) jest Martin Olav Folde, natomiast burmistrzem (norw. ordfører, d. borgermester) jest Ingunn Oldervik Golmen.